# أحمد مدن
أحمد يعقوب يوسف المَدَن (1955) شاعر بحريني. ولد في قرية النويدرات ودرس في المدراس الرسمية البحرينية ثم في جامعة الملك سعود حيث تخرّج بها مهندسًا مدنيًا عام 1980. عمل في عدد من المجالات الهندسية في البحرين. له عدة دواوين شعرية مطبوعة.

## سيرته
ولد أحمد بن يعقوب بن يوسف المَدَن سنة 1374 هـ/ 1955 م قرية النويدرات في المحافظة الوسطى في البحرين. دخل المدراس الرسمية وأكمل تعليمه الثانوي فحصل على التوجيهية العامة علمي سنة 1973. التحق بكلية الهندسة في جامعة الملك سعود بالمملكة العربية السعودية وتخرج فيها بداية عام 1980 وحصل على الشهادة البكالوريوس في الهندسة المعمارية.

رجع إلى وطنه والتحق بالهيئة البلدية المركزية في 1980، وعمل مهندسًا بإدارة الشؤون الفنية والهندسية ثم رئيسًا لقسم تراخيص البناء سنة 1985.

هو عضو جمعية المهندسين البحرينية وعضو أسرة الأدباء والكتاب وعمل أمير سرّها.

## شعره
كانت بداياته الشعرية في السبعينات من خلال الصحف المحلية متأثرًا بشعراء الريادة العربية المحدثين كالسيّاب والبياتي ثم أدونيس ومحمود درويش وسعدي يوسف. وصف شعره كامل سلمان الجبوري «جيد جزل، ولم يتجه صوب قصيدة النثر وإنما فضل قصيدة التفعيلة.»

## مؤلفاته
من دواوينه الشعرية:
- صباح الكتابة، 1984
- عشب لدم الورقة أو عشب لورقة الدم، 1992
- سماء ثالثة، 2000
- الصحو بجرعات ماثلة، 2017